# Military Professional Resources
Military Professional Resources Incorporated (MPRI) ist ein privates Sicherheits- und Militärunternehmen, das 1987 von acht ehemaligen hohen Offizieren der Streitkräfte der Vereinigten Staaten gegründet wurde. Das Unternehmen residiert in Alexandria, Virginia (USA). Die MPRI stellt vor allem dem Verteidigungsministerium der Vereinigten Staaten ihre Erfahrung zur Verfügung und leistet Unterstützung. Laut eigenen Aussagen bietet sie ein großes Spektrum internationaler Dienstleistungen, in einigen Fällen für die US-Regierung, in anderen Fällen direkt für andere Regierungen im Lizenzauftrag des US-Außenministeriums an. Man sagt ihr nach, dass sie inzwischen mehr 4-Sterne Generäle angestellt hat als das Verteidigungsministerium der Vereinigten Staaten. Der Jahresetat liegt bei über 100 Millionen US-Dollar. Die MPRI soll etwa 340 frühere US-Generäle in ihrer Kartei führen und die 22 besten davon unter Vertrag haben. Sie sollen etwa das Doppelte bis Dreifache ihrer früheren Staatsbezüge, zuzüglich Vorsorgeleistungen und MPRI-Aktien erhalten, während ihre Pentagon-Pensionen weiter laufen.
MPRI bestritt offiziell das Gerücht, kroatischen Kampfverbände vor Beginn der Militäroperation Operation Oluja trainiert zu haben. Auch der damalige Botschafter der Vereinigten Staaten für Kroatien, Peter W. Galbraith dementierte bei mehreren Gelegenheiten, öffentlich diese Gerüchte. Darüber hinaus beschränkte er die Einmischung von MPRI auf lediglich die Hilfe bei der Budgetplanung und das halten von Menschenrechtsseminaren, um eventuelle Kriegsverbrechen vorzubeugen.
Im Juli 2000 übernahm die börsennotierte Firma L-3 Communications MPRI. L3 Communications gehört zu den zehn Unternehmen, die seit 2003 im Irak am meisten Geld verdienten, wie das Consulting-Unternehmen Eagle Eye 2007 ermittelte.
Seit dem 18. Juli 2012 heißt L-3 MPRI Engility.